# Новофедорівка (Феодосійський район)
Новофе́дорівка (крим. Novofedorivka) — село Феодосійського району Автономної Республіки Крим. Розташоване в центрі району.

## Населення
Згідно з переписом УРСР 1989 року чисельність наявного населення села становила 61 особа, з яких 31 чоловік та 30 жінок.
За переписом населення України 2001 року в селі мешкали 52 особи.

### Мова
Розподіл населення за рідною мовою за даними перепису 2001 року:
| Мова              | Відсоток |
| ----------------- | -------- |
| кримськотатарська | 46,15 %  |
| російська         | 42,31 %  |
| українська        | 1,92 %   |
| інші              | 9,62 %   |